# Muna-Butung-Grauarmmakak
Der Muna-Butung-Grauarmmakak (Macaca brunnescens) ist eine Makakenart, die auf den südlich von Sulawesi gelegenen indonesischen Inseln Buton und Muna vorkommt.

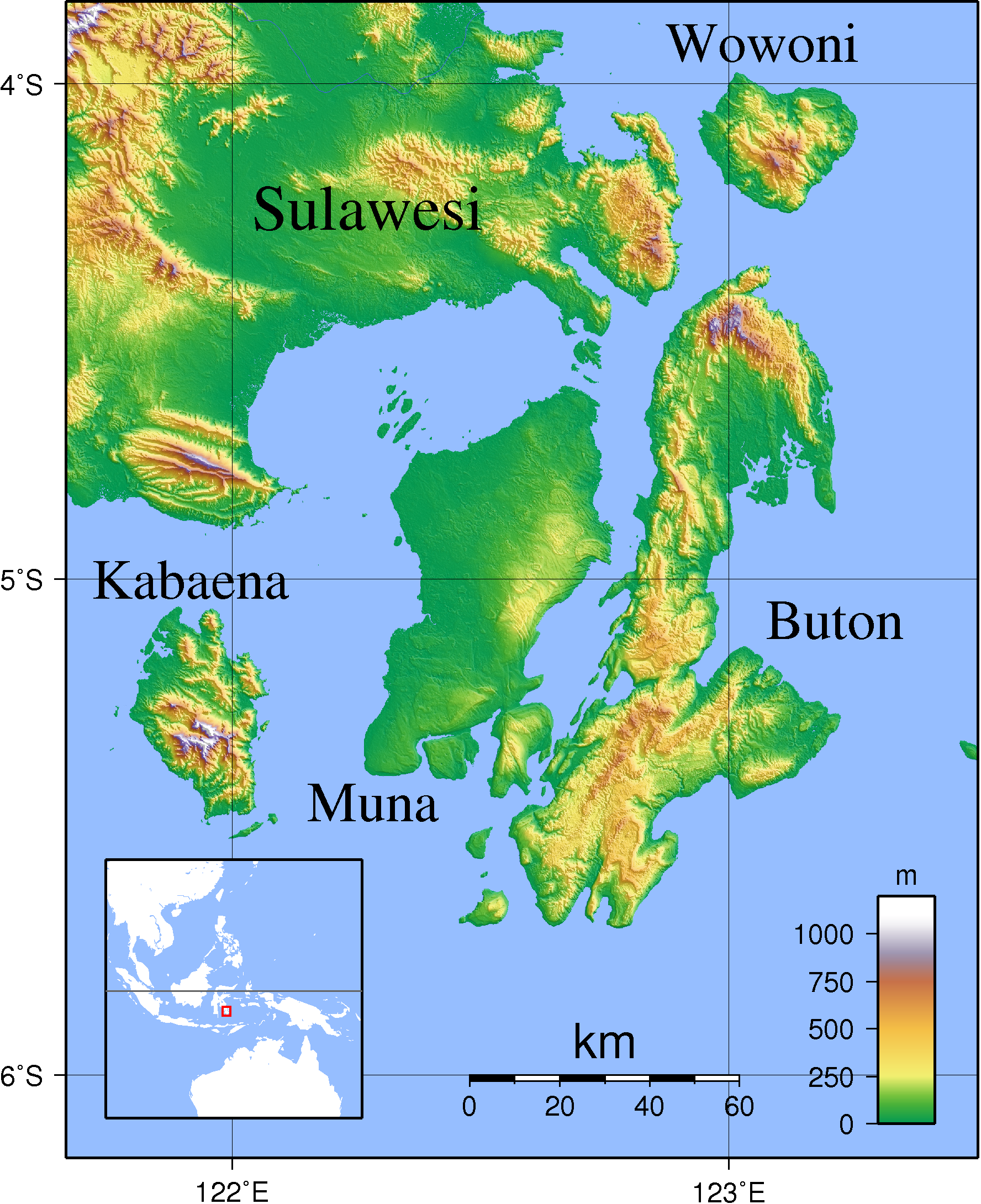
Die Inseln Buton und Muna

## Merkmale
Macaca brunnescens erreicht eine Kopfrumpflänge von 48 bis 59 (Männchen) bzw. 40 bis 46 (Weibchen) Zentimeter, wozu noch ein kurzer, 4 bis 6  (Männchen) bzw. 3 bis 5 (Weibchen) Zentimeter langer Schwanz kommt. Das Gewicht männlicher Affen liegt bei 6 bis 9 kg, Weibchen kommen auf ein Gewicht von 3 bis 5 kg. Das Fell ist überwiegend hell braungrau gefärbt. Verglichen mit dem sehr ähnlichen Grauarmmakaken (Macaca ochreata) von der südöstlichen Halbinsel Sulawesis ist der Muna-Butung-Grauarmmakak deutlich heller. Außerdem hat er ein kürzeres Gesicht.

## Lebensraum
Im Lebensraum des Muna-Butung-Grauarmmakaken herrscht ein tropisches Klima mit einer Trockenzeit von Juni bis September und einer Regenzeit von November bis April. Die jährliche Niederschlagsmenge liegt bei 1500 bis 2000 mm. Die Affenart kommt in Wäldern vom Meeresspiegel bis in Höhen von 400 Metern vor. Das Verbreitungsgebiet ist stark fragmentiert.
Muna-Butung-Grauarmmakaken leben in Gruppen, die unterschiedlichen Angaben zufolge 20 bis 40 oder 4 bis 12 Individuen umfassen sollen. Größere Gruppen teilen sich in kleinere. Das von einer Gruppe genutzte Territorium umfasst durchschnittlich 62 ha. Die Affen verbringen je etwa die Hälfte ihrer Zeit auf dem Erdboden und auf Bäumen, wobei sie in vom Menschen stark beeinflussten Gegenden mehr Zeit auf dem Boden verbringen. Einer Kurzzeitstudie zufolge ernähren sich die Affen zu 66 % von Früchten, zu 20 % von Sprossen und Blüten, zu 12 % von Blättern und zu 2 % von Wirbellosen. Zu den besonders häufig gefressenen, in freier Natur zur Verfügung stehenden Früchten zählen Feigen (Ficus spp.) und die Früchte des Kapokbaums (Ceiba petandra). Vom Menschen angebaute Früchte, vor allem Süßkartoffel, aber auch Bananen, Mais und Kakao, machen etwa ein Viertel der Ernährung aus.

## Systematik
Der Muna-Butung-Grauarmmakak wurde 1901 durch den deutschen Zoologen Paul Matschie erstmals wissenschaftlich beschrieben. Später wurde Macaca brunnescens mit dem Grauarmmakaken (Macaca ochreata) synonymisiert bzw. galt unter der Bezeichnung Macaca ochreata brunnescens als dessen Unterart. Heute wird er meist als eigenständige Art angesehen, obwohl die Trennung von Macaca ochreata erst vor etwa 10.000 Jahren im Zuge des Meeresspiegelanstiegs zum Ende der letzten Kaltzeit stattgefunden haben soll.

## Gefährdung
Die IUCN gibt an, dass der Muna-Butung-Grauarmmakak gefährdet (Vulnerable) ist. Im Jahr 2007 wurde die Anzahl der Exemplare auf 6200 bis 18.400 geschätzt. Wie überall in Indonesien leidet die Art unter der stetig zunehmenden Entwaldung ihres Lebensraums. Der Wald auf Muna ist inzwischen fast vollständig verschwunden und die meisten überlebenden Exemplare der Art kommen auf Buton vor, u. a. in den Schutzgebieten Kakenauwe Nature Reserve und Lambusango Wildlife Reserve (insgesamt 615 km²).

## Belege
1. 1 2 3  
D. Zinner, G. H. Fickenscher & C. Roos: Family Cercopithecidae (Old World monkeys). S. 641 in Russell A. Mittermeier, Anthony B. Rylands & Don E. Wilson: Handbook of the Mammals of the World: Primates: 3. ISBN 978-8496553897.
2. 1 2 3 4  
Lee, R., Riley, E., Sangermano, F., Cannon, C. & Shekelle, M. 2021. Macaca brunnescens. The IUCN Red List of Threatened Species 2021: e.T12569A17985924. doi: 10.2305/IUCN.UK.2021-1.RLTS.T12569A17985924.en
3. ↑  
Ben J. Evans, Marie-Theres Gansauge, Matthew W. Tocheri, Michael A. Schillaci, Thomas Sutikna, Jatmikoe, E. Wahyu Saptomo, Amy Klegarth, Anthony J. Tosi, Don J. Melnick, Matthias Meyer: Mitogenomics of macaques (Macaca) across Wallace's Line in the context of modern human dispersals. Journal of Human Evolution, Band 146, September 2020, 102852, doi: 10.1016/j.jhevol.2020.102852
4. ↑  
Macaca brunnescens (Matschie, 1901) www.mammaldiversity.org